# Пуљијета (Салерно)
Пуљијета је насеље у Италији у округу Салерно, региону Кампанија.
Према процени из 2011. у насељу је живело 860 становника. Насеље се налази на надморској висини од 367 м.